# Joseph-Auguste Desrousseaux
Joseph-Auguste Desrousseaux, né à Sedan le 27 juillet 1753 et mort à Vandières le 20 janvier 1838, est un industriel verrier, botaniste et homme politique français.

## Biographie
Il est fabricant de draps à Sedan. Par son mariage avec la fille de Louis-Antoine Ména, il devient copropriétaire des Manufactures de glaces et verres de Saint-Quirin, Cirey et Monthermé. À partir de 1789, il dirige la verrerie de Monthermé, puis cède la place en 1808 à son fils Louis-Philippe Desrousseaux. Il est ensuite administrateur des Manufactures de glaces et verres de Saint-Quirin, Cirey et Monthermé.
Il était président du conseil général des Ardennes et du canton de Monthermé, lorsqu’il fut élu par le Sénat conservateur député des Ardennes au Corps législatif le 6 janvier 1813.
Il ne fit pas partie de la Chambre des Cent-Jours, mais fut réélu député par le collège de département des Ardennes, le 22 août 1815. Il siégea dans la minorité de la Chambre introuvable, et fut réélu le 4 octobre 1816, après la dissolution.
Desrousseaux reçut de Louis XVIII des lettres de confirmation de noblesse le 10 mars 1815.
Il modifie alors son patronyme, qui devient Desrousseaux de Monthermé.
Il est le frère de Louis Desrousseaux, maire de Sedan de 1791 à 1792.
Il joint à ses activités d'industriel un intérêt pour la botanique, en particulier pour les fougères, participe à la rédaction du volume IV de l'Encyclopédie botanique de Jean-Baptiste de Lamarck et aux tomes de Botanique de l'Encyclopédie méthodique. Il est membre de la Société linnéenne de Paris. Travaillant sur de nombreuses espèces inconnues, il est l'auteur de 414 descriptions nouvelles , c'est lui achetait le Château de Vandières en 1816 que sa famille habite toujours.